# Подгоричани, Иван Михайлович
Граф Иван Михайлович Подгоричани (ум. 1779) — генерал-поручик Русской императорской армии.

## Биография
Иван Подгоричани происходил из старинного сербского рода Далмацкой провинции Центы. Перейдя на службу России в 1759 году полковником, Подгоричани сразу принял участие в Семилетней войне в рядах Молдавского гусарского полка, входившего в состав отряда лёгкой конницы графа Тотлебена. В следующем году разъезды Подгоричани наводили ужас на Кеслинский гарнизон во время осады и взятия крепости (18 мая). В сентябре этого года Подгоричани отличился при взятии Берлина: «Во все дни стояния под Берлином», — доносил Чернышев, — «Подгоричани храбростью своей в стычках и весьма добрым приводством не только многих в полон брал, но и поверхность всегда над пруссаками имел, а при взятии столицы «весьма отлично в храбрости себя оказал». 
Странное поведение начальника отряда графа Готтлоба Курта Генриха Тотлебена, его частые корреспонденции с пруссаками возбудили в полковнике Подгоричани и других подчиненных графа Тотлебена штаб-офицерах подозрение; вскоре они захватили еврея с изменнической перепиской графа; 9 июня 1761 года они его арестовали ночью в постели в Беренштейне и с конвоем отправили к генерал-фельдмаршалу; особенно зол был Тотлебен на полковника Подгоричани и двух других штаб-офицеров и в оправданиях своих на пункты обвинения просил Всемилостивейшего удовлетворения против «неслыханного, тиранского поступка их», уверяя, что единственная причина его ареста та, что он не позволял этим штаб-офицерам грабить. 
За отличие в Семилетней войне Подгоричани был произведен в бригадиры, с назначением полковником в том же Молдавском гусарском полку (2 сентября 1762 года).
3 марта 1765 года Высочайше было повелено Ахтырский слободской черкасский казачий полк переформировать в гусарский того же наименования Ахтырский, и первым командиром был назначен бригадир граф И. М. Подгоричани, бывший лишь «по нужде грамотным», но храбрый и отличный офицер, и в этот же год, «за ревностную службу», пожалован в Белгородской губернии двумя деревнями в вечное и потомственное владение. Он деятельно принялся за сформирование гусарского полка,, получил чин генерал-майора (16 мая 1766 года), и закончил сформирование воинской части к лету 1766 года. 
В феврале 1767 года Ахтырский полк под командованием И. М. Подгоричани выступил в Юго-Западный край и Польскую Русь и принял участие в войне с польско-литовскими войсками с составе корпуса генерала Кречетникова. В 1768 году Иван Михайлович Подгоричани принял участие в борьбе с польскими конфедератами; посланный к городу Старо-Константинову с одним конным отрядом, он пошёл на приступ города, спешив свой отряд, но вынужден был отступить. Узнав о неудаче Подгоричани, императрица Екатерина писала Панину: «Я думаю, что генерал Подгоричани нас от хлопот избавит, ибо и слава, и храбрость, и искусство в нем есть; жаль, что ему не удалось гусарами одними взять Константинов, ибо сей лавровый венец украсил бы его седую голову». Король польский пожаловал Подгоричани орден Святого Станислава (в апреле 1768 года). В мае Екатерина опять писала: «Думаю, что Подгоричани с бунтовщиками управится»; действительно, скоро пришло известие, что он разбил значительный отряд конфедератов у Хмельника, потом — сильный отряд их, шедший на помощь осажденному русскими Бердичеву, и в июне Барские конфедераты были все рассеяны. 
В 1769 году И. М. Подгоричани представил патент от Венецианской республики, доказывающий, что его предки были графы, а потому, Высочайшим указом Правительствующему Сенату, он был признан в графском достоинстве (6 июля 1769 года). 
В апреле этого года он подал императрице проект военных действий и карту; он сам желал ехать в Черногорию, где думал быть «не бескредитен… : хорошо знаком с ней, ибо везде сам побывал». Подав проект, он сказал Екатерине: «Велишь быть мне начальником или подчиненным — я на все готов, лишь бы быть инструментом свержения тиранского ига с одноземцев своих». Сообщая об этом Алексею Орлову, императрица писала: «Что касается до его усердия, храбрости, а также искусства в военном деле, о том все не сомневаются». Но Подгоричани был назначен на войну с турками. 
Во время сражения при Фокшанах 3 января 1770 года Подгоричани атаковал у реки Рымны неприятеля с тремя гусарскими полками (600 человек), рассеял турок и захватил их знамя. На следующий день османы усилились до 10-ти тысяч и атаковали уступавшие им численности силы русских (2500 человек), но в результате четырёхчасового сражения были разбиты и преследовались кавалерией Подгоричани. 
В сражении при Браилове 18 января 1770 года он отличился в начале боя, отразив удар неприятельской конницы с тыла, затем в сражениях при Ларге и Кагуле был оставлен Румянцевым для прикрытия транспортов с тремя гусарскими полками и весь день отбивал атаки татар. Узнав об отличии Подгоричани при Кагуле, императрица передала ему в рескрипте «удовольствие Свое и признательность за то, что, быв отделен от армии, сохранил целость пропитания ее и полки хана крымского в ничто обратил». В конце года Подгоричани участвовал в осаде Браилова и штурме (24 октября) крепости.
30 ноября 1770 года граф Подгоричани подал с театра войны из города Ясс прошение на Высочайшее имя об увольнении его от службы «за наступающей старостью и дряхлостью, за имеющимися от долговременной конной службы во всем корпусе разными болезнями, а особливо в глазе, и за переморозением в прошлую зиму ног». Помимо болезней, Подгоричани просился в отставку из-за несчастья, случившегося в его отсутствие: винокуренный завод (в его деревне в Слободско-Украинской губернии), в который он вложил последний свой капитал, сгорел; он просил императрицу о денежной помощи, так как совершенно разорился.
29 декабря 1770 года Подгоричани был уволен в отставку, с производством в генерал-поручики, но просьбу его о денежной помощи военная коллегия не поддержала.
Граф Иван Михайлович Подгоричани скончался в 1779 году. 
Он был женат на дворянке Варваре Шидловской, от которой имел детей: Федора (учился у Гебера; был полковником Сумского гусарского полка и, состоя в этом чине, 31 октября 1812 года, по военному суду, разжалован в рядовые, а через две недели (13 ноября) убит в сражении рядовым) и Михаила, умершего в 1810 году.